# إن إي سي SX-8

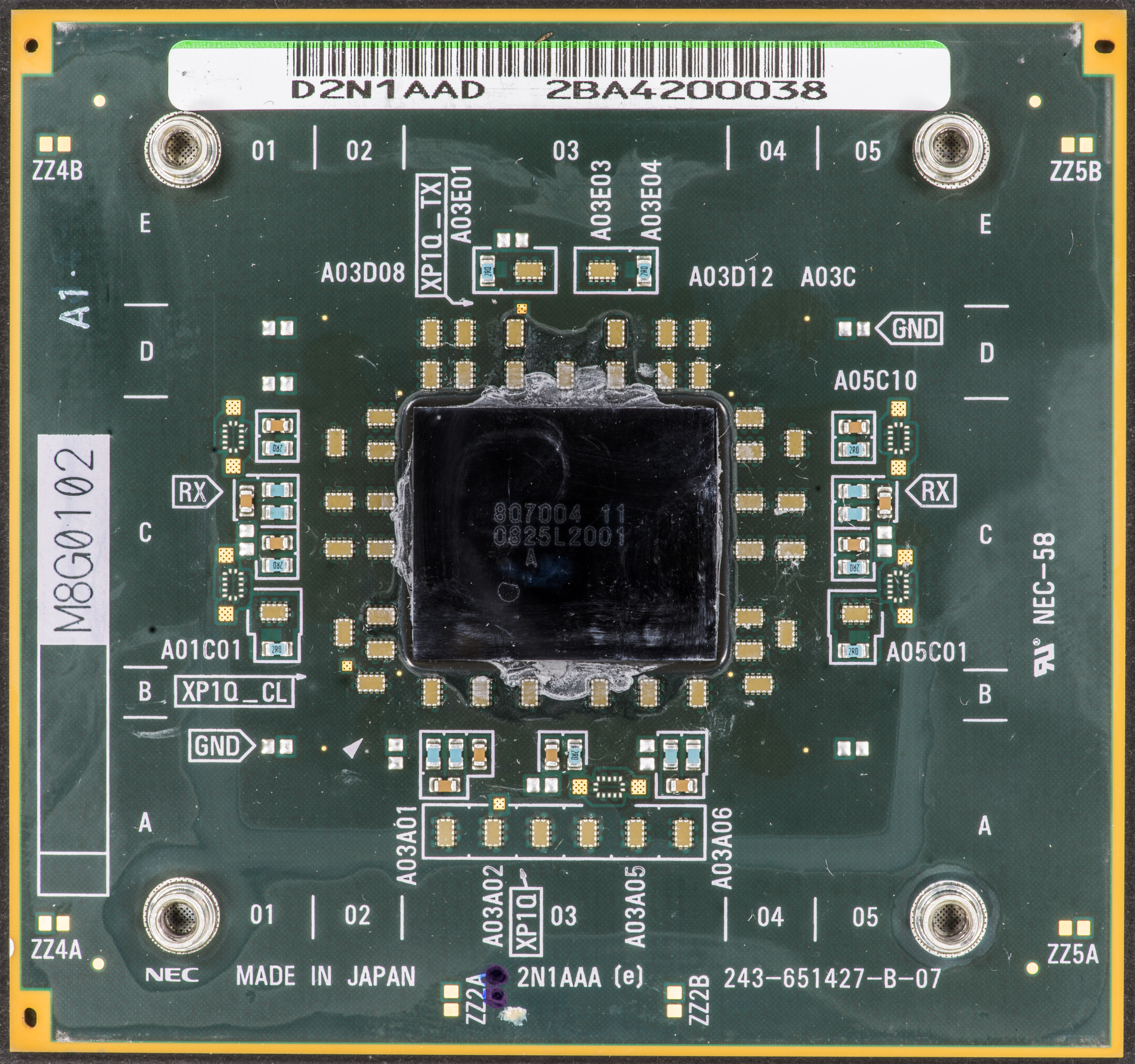

إن إي سي SX-8 هو حاسوب فائق تم بناؤه من قبل شركة إن إي سي. تطبق سلسلة SX-8 نظام حوسبة متعددة ومتماثلة ذي ثمانية اتجاهات في وحدة عقدة مدمجة وتستخدم نسخة محسّنة من معالج ناقل الشريحة الواحدة الذي تم تقديمه مع معالج إن إي سي SX-6. تعمل معالجات إن إي سي SX-8 بسرعة 2 جيجاهرتز للمتجهات و 1 جيجا هرتز للعمليات العددية. تعمل وحدة المعالجة المركزية SX-8 بسرعة 16 GFLOPS ويمكنها معالجة ما يصل إلى 128 جيجابايت من الذاكرة. يمكن استخدام ما يصل إلى 8 وحدات معالجة مركزية في عقدة واحدة ، وقد يحتوي النظام الكامل على 512 عقدة. تتراوح سلسلة SX-8 من نظام SX-8b أحادي المعالج إلى SX-8 / 4096M512 ، مع 512 عقدًا و 4،096 وحدة معالجة مركزية ، وأعلى أداء هو 65 TFLOPS. يوجد نطاق ترددي يصل إلى 512 جيجابايت / ثانية لكل عقدة (64 جيجابايت / ثانية لكل معالج). يدير إن إي سي SX-8  نظام تشغيل SUPER-UX وهو نظام تشغيل شبيه يونكس تم تطويره بواسطة إن إي سي.
سلسلة إن إي سي SX-8 تتضمن عدة إصدارات لكن أهمها هي SX-8A, SX-8B, SX-8xMy وجميعها تعتمد مبدأ المعالجة الشعاعية المتعددة multi vector processor وتدعم أنظمة تشغيل مستمدة من الـUnix تسمى Super UX. ولتأمين الاتصال بين الذواكر الموزعة تستخدم شبكة توصيل من نوع Multi-stage crossbar . الإصدار SX-8B يمكن أن يتعامل مع 1-4 معالج ويمكنه أيضا أن يتعامل افتراضيا مثل المعالج SX-8A مع 4-8 معالج.
أما بالنسبة للذاكرة هناك اختيارين:
1. DDR2-SDRAM
2. FC-RAM

الفرق بينهما أن FCRAM أسرع بمقدار 1-3 مرات لكن كثافة الشريحة أقل بمعدل النصف وبالمحصلة يكون إجمالي فضاء الذاكرة المتاح هو 32GB بالنسبة للإصدارSX-8xMy يمثل x عدد المعالجات من 8-4096 y عدد الإطارت 2-512 ويوجد طريقتين لدمج الإطارات:
- قدمت شركة NEC شبكة توصيل Crossbar كاملة تسمى IXS Crossbar لربط الإطارات بسرعة 8GB\s وعند استخدامه يصبح النظام من نوع NUMA.
- واجهة HiPPi للربط الداخلي للإطارات بأقل كلفة أكبر سرعة ممكنة.

تدعم هذه المجموعة من المعالجات مترجمات :Fortran 90, HPF, ANSI C, C++